# ليث حسين
ليث حسين السعدي هو لاعب كرة قدم عراقي سابق من مواليد بغداد 1968.
يعتبر ليث حسين من أبرز ما انجبت الكرة العراقية من موهبة كروية فذة إذ يعتبر داينمو خط الوسط والمحور الأساسي في الفريق ولعل أهم ماساعد هذا النجم الكبير هو استخدام كلتا قدمية وهي حالة نادرة عند الاعب العراقي وعقليته الكبيرة في إدارة الهجمات العكسية إذ شكل مع سعد قيس وحبيب جعفر ثلاثي رهيب للكرة العراقية ونادي الرشيد وايضا شكل الثلاثي التاريخي مع أحمد راضي وكريم صدام مع ناديه الام الزوراء.يعتبر هدفه الشهير في مرمى الحارس عمر أحمد حارس الجوية في مباراة السداسية التاريخية موسم 1990-1991 من أجمل اهدافه على الإطلاق. في عام 1985 تم تصعيدالاعب ليث حسين من فريق شباب الزوراء إلى فريق الكبار لنادي الزوراء بناءآ على توجيهات المدير الفني لفريق كرة القدم لنادي الزوراء المدرب المشهور والخبير الكروي العراقي واثق ناجي وشارك ليث حسين مع نادي الزوراء في الدوري العراقي عام 1985 وقدم مستوى ممتاز تلك السنة استدعي إلى منتخب العراق.لعب للزوراء موسم 1985-1986 وبعدها مثل الرشيد لمدة 4 مواسم استطاع أن يحرز العديد من الالقاب اهمها الدوري العراقي لثلاث مرات وكأس العراق مرتين وبطولة كأس الاندية العربية ثلاث مرات ومن ثم عاد في موسم 1990-1991 لناديه السابق الزوراء واستطاع أن يحرز لقب الدوري موسم 1990-1991 وبطولة كأس العراق مرتين موسمي (1990-1991 ,1992-1993 )ولقب بطولة ام المعارك عام 1992
وبعد ثلاث مواسم قضاها مع الزوراء اتجه لعالم الاحتراف لمدة 6 مواسم مع الاندية العربية وفي موسم 1999-2000 عاد إلى احضان فريقه الام نادي الزوراء لعب حتى اعتزاله عام 2003 خلال هذه الفترة فاز بلقب الدوري مرتين والكأس مرة واحدة وبطولة كاس المثابرة(السوبر)مرة واحدة. وقد لعب معا منتخب شباب العراق كأس العالم للشباب عام 1989. وسجل هدف جميل في مرمى منتخب اسباني وصل بالفريق إلى ربع نهائي ليخرج منتخب العراق بخسارة أمام منتخب الأمريكي من الدور الربع نهائي ليجذب أنظار أقوى الانديه ابرزهم نادي برشلونة الاسباني لكن لم تتم الصفقة وفشل المفاوضات .

## كأس الخليج 1988
و قد سجل هدف في مرمى منتخب البحرين لكرة القدم.

## روابط خارجية
- ليث حسين على موقع ناشيونال فوتبول تيمز (الإنجليزية)
- ليث حسين على موقع كووورة
- ليث حسين على موقع أوليمبيديا (الإنجليزية)